# Josh McEachran
Joshua Mark McEachran (Oxford, 1 de março de 1993) é um futebolista inglês que atua como meio-campista. Atualmente, defende o Oxford United.

## Infância
McEachran nasceu em Oxford e seus pais são Escoceses. Começou a jogar futebol para Garden City FC na Oxford Mail Boys League, onde ele foi descoberto por um olheiro do Chelsea. Ele então se juntou ao Blues como um jogador da academia com a idade de 8 e subiu na hierarquia, enquanto malabarismos suas responsabilidades academicas na Faculdade de Marlborough em Woodstock.

## Carreira
McEachran fez sua estréia na primeira equipe competitiva para o Chelsea contra o MSK Zilina em 15 de Setembro de 2010 como um substituto. McEachran fez sua estréia em uma casa Carling Cup empate contra o Newcastle United, onde ele novamente entrou como substituto. Ele fez a sua Premier League estreia em 25 de setembro, em uma derrota por 1-0 frente ao Manchester City.

## Carreira Internacional
McEachran representou a Inglaterra Sub-16 e passou a capitão da Inglaterra sub-17 na competição eurpéia Sub-17 de Futebol. Ele progrediu rapidamente através das fileiras e desde então passou para a Inglaterra Sub-19 e foi posteriormente recompensado pela sua boa forma temporada na temporada inicial, subindo para a equipe principal Chelsea, com uma convocação para a Inglaterra Sub-21 para enfrentar a Alemanha em 16 de novembro de 2010.